# 蔡景歷
蔡景歷（519年—578年），字茂世，济阳郡考城人。祖蔡点，南朝梁時擔任尚书左民侍郎。父蔡大同，曾任岳阳王记室参军。
蔡景歷少年時俊爽，有孝心，與萧允友好。景歷家贫好学，先在王府办事，得到陈霸先器重。入陈后，历官秘书监、中书通事舍人、员外散骑常侍、御史中丞、守度支尚书等职，助陳文帝诛杀侯安都。累迁度支尚书，太建十年卒。有子蔡征。

## 延伸阅读
[在维基数据编辑]
 《陳書·卷16》，出自姚思廉《陳書》
 《南史/卷68》，出自李延壽《南史》